# Doloridad
Doloridad es un neologismo que refleja el dolor colectivo experimentado por mujeres en contextos de discriminación.

## Etimología
El término “dolor” tiene origen del latín. La primera parte dolor significa un efecto o resultado que es producido por un gran cambio. Nace a partir del verbo en latin dolere que significa sufrir, ser golpeado. El sufijo del latín idad adjetiva al sustantivo y le da su cualidad a la palabra dolor. Este término ha sido reinterpretrado como una concepto alterno a "sororidad", que designa la solidaridad entre mujeres. 

## Definición
Lleva en su significado el dolor provocado en todas las mujeres por el machismo, rompe las barreras del racismo, cosa que el concepto de la sororidad no parece contemplar. La sororidad no contempla la negritud. Fue en 2021 que, partiendo de esta percepción, se pensó en otro sentido y produjo este nuevo concepto. Se recoge una carga antigua e íntimamente ligada a las mujeres, el dolor, pero en este caso, el dolor que solo puede sentirse de acuerdo al color de la piel.
Se derivada de la opresión histórica y contemporánea que enfrentan debido al racismo, sexismo, y colonialismo. Este concepto busca nombrar la realidad del dolor que provoca el machismo en todas las mujeres.

## Primer uso del concepto

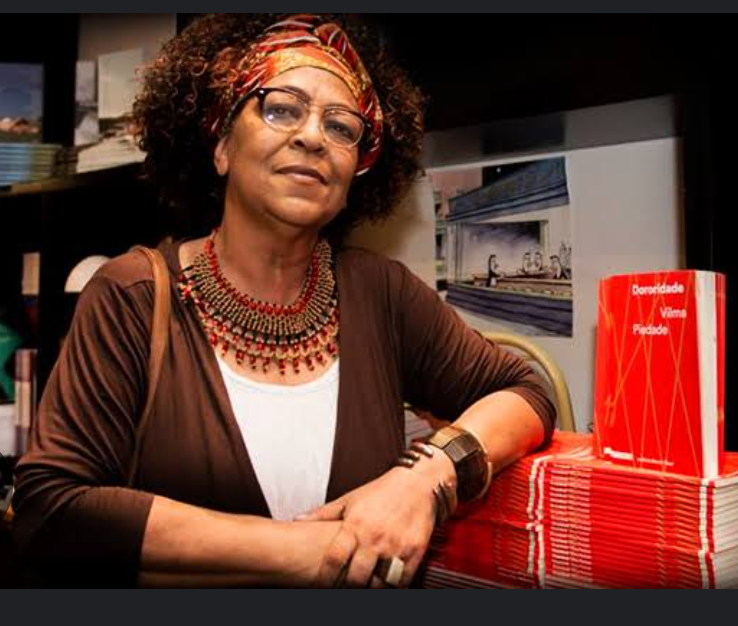
La escritora Vilma Piedade ha sido acreditada del origen del término doloridad, a través de su libro Dororidade.

El 20 de mayo de 2017, el concepto de doloridad fue presentado por primera vez. A través del curso Formación Escuela en unos Diálogos Feministas, cuyo tema fue: Feminismo, Racismo, Blanquitud: Opresión y Privilegios. Sin embargo, doloridad es un concepto que se le atribuye a Vilma Piedade, filósofa y referente feminista afrobrasileña.
Piedade profundizó el concepto de doloridad a través de su participación en un seminario en el año 2022 titulado: Dororidade: una reflexión sobre la experiencia de mujeres plurales. En su libro Dororidade explora cómo el dolor colectivo puede convertirse en una fuente de solidaridad y empoderamiento para las mujeres negras.

### Desarrollo
El concepto de doloridad critica y complementa el concepto de sororidad. Piedade reconoce que la sororidad une a las mujeres, pero, destaca la ausencia de la experiencia común de las mujeres negras y la negritud. De acuerdo con la autora, para generar un feminismo interseccional inclusivo hay que comprender la doloridad “cuanto más negra eres, más racismo, más dolor”.También, argumenta que las mujeres negras están dentro de los porcentajes más altos de feminicidio. Por eso, doloridad resuena e irrumpe en el espacio colectivo. El concepto va de la mano de remover la percepción de la esclavitud hacia los cuerpos negros como cuerpos resistentes al dolor.
 

Bajo el concepto de doloridad, hay que complementar el pacto sororo con la comprensión, legitimación y visibilización de la experiencia compartida de los cuerpos negros por ser atravesados por la perpetuación de las violencias estructurales. 
Doloridad, por tanto, contiene las sombras, el vacío, la ausencia, el habla silenciada, el dolor causado por el Racismo. Y este dolor es Prieto. 
Se han planteado posibilidades de cambio y transformación con el ejemplo de la cultura del pueblo tradicional de matices africanas Iorubá en que las mujeres liberan su cuerpo a través de la danza. Así, conceptualiza el dolor como potencia de cambio.

### Recepción
Desde la introducción del concepto por Vilma Piedade en el año 2021 a través de su libro Dororidade, el término ha tomado fuerza en los espacios y discusiones feministas, específicamente en el feminismo negro. Mientras el concepto nació de la necesidad de reconocer el dolor compartido y diferenciado por el que viven las mujeres negras, recientemente ha sido utilizado para ilustrar el dolor colectivo y la opresión que otros grupos de mujeres viven.
La doloridad es ahora un término que refleja la búsqueda de estrategias de resistencia y visibilización de las experiencias colectivas que han sido históricamente silenciadas bajo la violencia sistemática. El concepto ha influenciado el desarrollo del feminismo interseccional en América Latina, promoviendo una comprensión más inclusiva y matizada de las experiencias de las mujeres negras y abogando por la construcción de un feminismo que incorpore todas las voces y vivencias.